# Uperoleia
Uperoleia es un género de anfibios anuros de la familia Myobatrachidae que se encuentra en el norte y este de Australia y el sur de Nueva Guinea.

## Especies
Se reconocen las 27 especies siguientes según ASW:
- Uperoleia altissima Davies, Watson, McDonald, Trenerry & Werren, 1993
- Uperoleia arenicola Tyler, Davies & Martin, 1981
- Uperoleia aspera Tyler, Davies & Martin, 1981
- Uperoleia borealis Tyler, Davies & Martin, 1981
- Uperoleia capitulata Davies, McDonald & Corben, 1986
- Uperoleia crassa Tyler, Davies & Martin, 1981
- Uperoleia daviesae Young, Tyler & Kent, 2005
- Uperoleia fusca Davies, McDonald & Corben, 1986
- Uperoleia glandulosa Davies, Mahony & Roberts, 1985
- Uperoleia inundata Tyler, Davies & Martin, 1981
- Uperoleia laevigata Keferstein, 1867
- Uperoleia lithomoda Tyler, Davies & Martin, 1981
- Uperoleia littlejohni Davies, McDonald & Corben, 1986
- Uperoleia mahonyi Clulow, Anstis, Keogh & Catullo, 2016
- Uperoleia marmorata Gray, 1841
- Uperoleia martini Davies & Littlejohn, 1986
- Uperoleia micra Doughty & Roberts, 2008
- Uperoleia micromeles Tyler, Davies & Martin, 1981
- Uperoleia mimula Davies, McDonald & Corben, 1986
- Uperoleia minima Tyler, Davies & Martin, 1981
- Uperoleia mjobergii (Andersson, 1913)
- Uperoleia orientalis (Parker, 1940)
- Uperoleia rugosa (Andersson, 1916)
- Uperoleia russelli (Loveridge, 1933)
- Uperoleia saxatilis Catullo, Doughty, Roberts & Keogh, 2011
- Uperoleia stridera[2] Catullo, Doughty & Keogh, 2014
- Uperoleia talpa Tyler, Davies & Martin, 1981
- Uperoleia trachyderma Tyler, Davies & Martin, 1981
- Uperoleia tyleri Davies & Littlejohn, 1986